# Vuostojoki (vattendrag i Finland)
Vuostojoki är ett vattendrag i Finland.   Det ligger i landskapet Lappland, Finland, i den norra delen av landet, 900 km norr om huvudstaden Helsingfors.